# Armbågshälsning

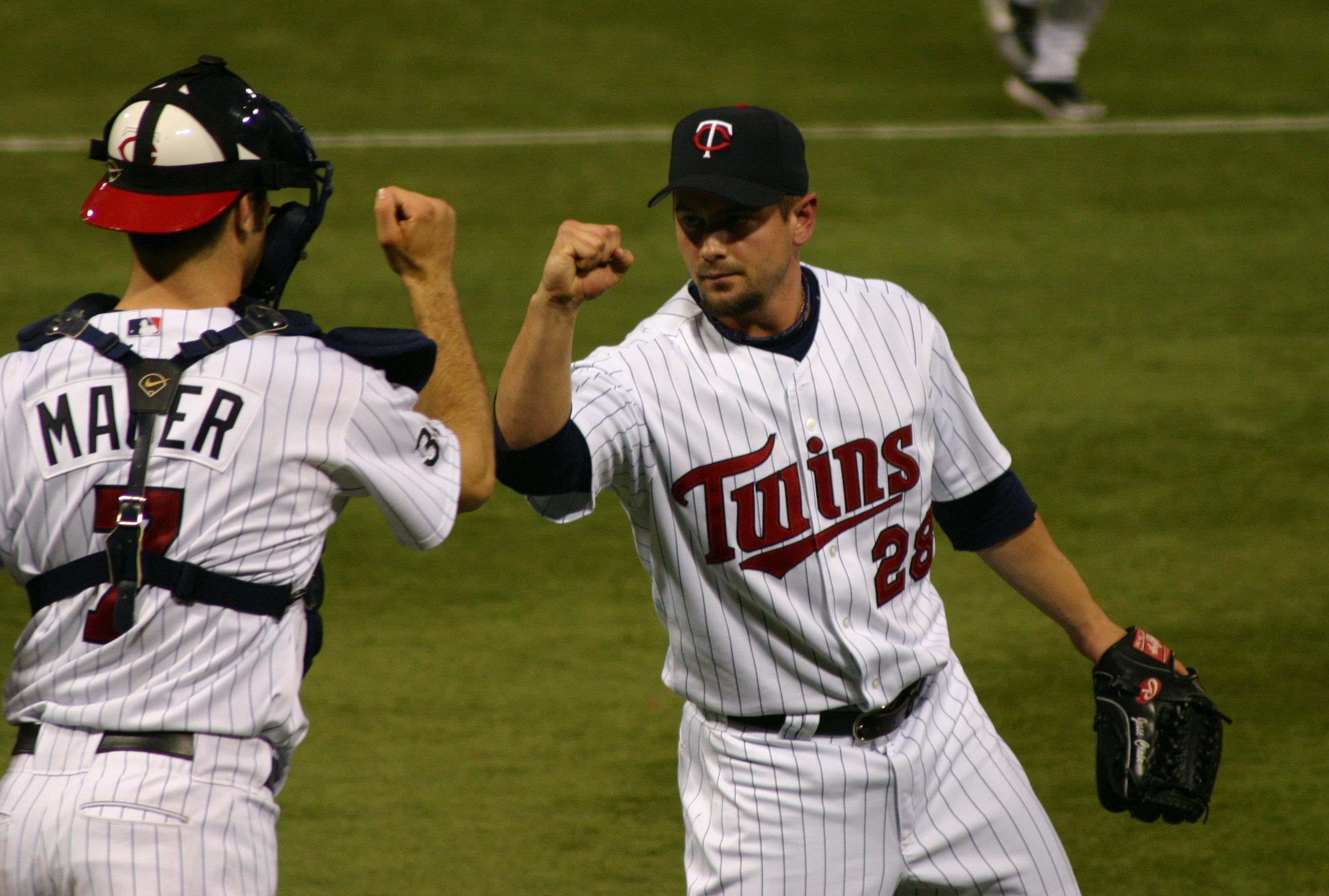
Armbågshälsning.

Armbågshälsningen är en form av informell hälsning som blev vanlig i västvärlden från och med början av Coronaviruspandemin 2019-2021 som alternativ till det traditionella handslaget eller den vanliga hälsningskramen.
Den blev särskilt uppmärksammad när Joe Biden och Bernie Sanders inledde en presidentkandidatdebatt på detta vis. Toppolitiker i EU har också använt hälsningen. Hälsningen användes under tidigare sjukdomsutbrott, bland annat under svininfluensapandemin 2009.

## Kritik
Armbågshälsningen har blivit förlöjligad och kallats fånig. Dessutom har myndigheter, bland annat FN:s Världshälsoorganisationen, gått ut och varnat för hälsningen, som trots allt innebär kroppskontakt. Bättre att hälsa på ett större avstånd för att vara på den säkra sidan, ansåg WHO-chefen.